# Megaleptoperla diminuta
Megaleptoperla diminuta är en bäcksländeart som beskrevs av Douglas E. Kimmins 1938. Megaleptoperla diminuta ingår i släktet Megaleptoperla och familjen Gripopterygidae. Inga underarter finns listade i Catalogue of Life.